# شوانگ‌گانگ (جی‌لین)
شوانگ‌گانگ (به چینی: 双岗镇) یک شهرک در شمال‌شرق جمهوری خلق چین است که در تابعیت شهرستان تونگ‌یو، شهر بای‌چنگ (شهر در سطح ولایت)، استان جی‌لین واقع شده‌است. شوانگ‌گانگ ۱۴۶ متر بالاتر از سطح دریا واقع شده‌است.